# پروتوگونوس
پروتوگونوس (‎/proʊˈtɒɡənəs/‎، یونانی باستان: Πρωτογόνος Prōtogónos، «نخستین زاده»)، یا فینس (‎/ˈfeɪˌniːz/‎، یونانی باستان: Φάνης Phánēs) خدای زایش و زندگی جدید بود که توسط آیین اورفئوسی وارد اساطیر یونان شد. نام‌های دیگر این ایزد در یونانی کلاسیک، اریکپایوس (‎/ˌɛrɪkəˈpiːəs/‎، ( یونانی باستان: Ἠρικαπαῖος/Ἠρικεπαῖος Ērikapaîos/Ērikepaîos، «قدرت») است.

## اسطوره‌شناسی

### کیهان‌شناسی آیین اورفئوسی
در کیهان‌شناسی اورفئوسی، پروتوگونوس با اروس یا میترا یکسان است و به‌عنوان خدایی که از تخم کیهانی بیرون می‌آید و با یک مار در هم تنیده شده‌است، به تصویر کشیده شده‌است. او کلاه‌خودی به سر و بال‌هایی پهن و طلایی داشت. کیهان‌شناسی ارفئوسی بر خلاف حماسه‌های خلقت هومر و هزیود است. محققان عنوان کرده‌اند که اورفئیسم به‌دلیل دوگانگی ذاتی در مفهوم، «غیریونانی» و حتی «آسیایی» است.
گفته می‌شود که کرونوس (زمان) تخم کیهانی را خلق کرده‌است و خدای نخست‌زاده فینس یا پروتوگونوس از آن بیرون آمده‌است. فینس یک خدای مذکر بود. در یک سرود اورفیک «لرد پریاپوس» نام‌گذاری شده‌است، برخی او را آندروژن می‌دانند. پروتوگونوس خدای نور و خوبی بود که نامش به‌معنای «آوردن نور» یا «درخشیدن» بود. او که یک خدای اول‌‍زاده بود، از آشوب بیرون آمد و جهان را به‌دنیا آورد. نیکس (شب) به‌اختصار به دختر فینس یا همسر بزرگ‌تر گفته می‌شود، او همتای زن فینس است و آریستوفان او را اولین خدای می‌داند. به گفته آریستوفان، در نمایشنامه‌ای که فینس «اروس» نامیده می‌شود، از تخمی که اولین خدای نیکس خلق کرده بود متولد شد و در دامان بی‌کران اربوس قرار گرفت و پس از آن با خائوس جفت شد و موجودات پرنده را خلق کرد.

### تبارشناسی پروتوگونوس
تبارشناسی پروتوگونوس از طریق شرح «پاپیروس دروینی» که یک رساله فلسفی است و همچنین اشاراتی از امپدوکلس و پیندار شناخته شده‌است.
به گفته دماسکیوس، پروتوگونوس اولین خدای «قابل بیان و قابل قبول برای فهم انسان» بود.

در یکی دیگر از سرودهای اورفئوسی آمده‌است:
غبار تاریکی را که پیش چشمانت بود پراکنده کردی و با بال زدن به اطراف چرخیدی و نور ناب را در سراسر این جهان آوردی. برای همین تو را فینس می‌نامم، تو را لرد پریاپوس می‌نامم، تو را درخشان با چشمانی روشن می‌نام.
پاپیروس دروینی این‌گونه به فینس اشاره می‌کند:
Πρωτογόνου βασιλέως αἰδοίου∙ τῶι δ’ ἄρα πάντες ἀθάνατοι προσέφυν μάκαρες θεοὶ ἠδ̣ὲ θέαιναι καὶ ποταμοὶ καὶ κρῆναι ἐπήρατιο ἄλλα τε πάντα, ἅ̣σσα τότ’ ἦγγεγαῶτ’, αὐτὸς δ’ ἄρα μοῦνος ἔγεντο.
ترجمه:

زادگاه پادشاه آئدویوس؛ که در آن‌جا همه جاودانه‌ها برای خدایان مبارک دعا می‌کنند و رودخانه‌ها دیده می‌شوند و غارت می‌شوند، اما همان‌طور که خودش می‌گفت تنها او این کارها را انجام داد.
دیونیسوس یا زاگرئوس در آیین اورفئوسی ارتباط نزدیکی با پروتوگونوس دارد. در «سرود ارفیک ۳۰» فهرستی از القاب به او داده می‌شود که به پروتوگونوس نیز اشاره دارند.

## مرگ و رستاخیز پروتوگونوس
در آیین اورفئوسی، دیونیسوس-پروتوگونوس-فینس یک خدای در حال مرگ و در حال ظهور است. یوسبیوس قیصریه داستان مرگ و ظهور او را این‌چنین می‌گوید:
تایتان‌ها اعضای تکه‌تکه‌شده دیونیسوس را در کتری می‌جوشانند، او را روی تف کباب می‌کنند و «گوشت قربانی» برشته‌شده را می‌خورند، اما آتنا قلب تپنده او را که (به گفته المپیودوروس) از آن  زئوس است نجات می‌دهد. او قادر به بازآفرینی خدا و بازگرداندنش به زندگی است.
ممکن است «گوشت قربانی» بریان‌شده فینس با سرود متون اهرام مرتبط باشد. این سرود یک آیین سلطنتی را در مصر باستان بیان می‌کند، که در آن پادشاه متوفی، با کمک خدای شراب شزمو، خدایان را به‌عنوان گاوهای نر قربانی ذبح می‌کند، می‌پزد و می‌خورد و بدین وسیله قدرت‌های الهی آن‌ها را در خود می‌گنجاند تا بتواند برای عبور به زندگی پس از مرگ راهی بجوید. این گاوهای نر قربانی به میترائیسم نیز منتسب می‌شوند. از طریق آیین میترائیسم و نقش‌های سر شیر، پروتوگونوس می‌تواند با اهورامزدا نیز مرتبط باشد.

## یادداشت
1. ↑  پاپیروس درورنی یک رول پاپیروس یونان باستان است که در سال ۱۹۶۲ یافت شد. این یک رساله فلسفی است که تفسیری تمثیلی بر یک شعر اورفیک است، یک تبارنامه مربوط به تولد خدایان، که در حلقه فیلسوف آناکساگوراس نوشته شده‌است.